# Laughton (West Lindsey)
Pour les articles homonymes, voir Laughton.
Laughton est une paroisse civile et un village du Lincolnshire, en Angleterre.